# Charles Snelling
Pour les articles homonymes, voir Snelling.
Charles Snelling, est un ancien patineur artistique canadien.

## Biographie

### Carrière sportive
Il a remporté six fois le titre de champion canadien, dont cinq fois consécutives. Il a remporté une médaille de bronze aux championnats du monde de 1957. Il s'est retiré de la compétition en 1958, pour faire des études de médecine à l'Université de Toronto. Après sa graduation en 1962, il a effectué un retour à la compétition. Il a remporté un sixième titre national en 1964. Charles a eu une des carrières les plus longues au Canada, étalée sur 17 ans (1950 à 1967).

### Reconversion
Après s'être retiré définitivement du patinage, il est devenu chirurgien et enseignant à la faculté de médecine à l'Université de Colombie-Britannique.
Charles Snelling a été admis au Temple de la renommée de Patinage Canada en 2005.

## Palmarès
| Compétitions principales                                                                                                | 1953 | 1954 | 1955 | 1956 | 1957 | 1958 | 1959 | 1960 | 1961 | 1962 | 1963 | 1964 | 1965 | 1966 | 1967 |
| Jeux olympiques d'hiver                                                                                                 |      |      |      | 8e   |      |      |      |      |      |      |      | 13e  |      |      |      |
| Championnats du monde                                                                                                   |      | 7e   | 8e   | 4e   | 3e   | 11e  |      |      | CA   |      |      | 12e  |      | 11e  |      |
| Championnats d'Amérique du Nord                                                                                         | 6e   |      | 3e   |      | 2e   |      |      |      |      |      |      |      | 4e   |      | 6e   |
| Championnats du Canada                                                                                                  | 2e   | 1er  | 1er  | 1er  | 1er  | 1er  | F    | F    | F    | F    | F    | 1er  | 2e   | 2e   | 3e   |
| Légende : F= Forfait ; CA = Championnats du monde de 1961 annulés à cause de la catastrophe aérienne du vol 548 Sabena. |      |      |      |      |      |      |      |      |      |      |      |      |      |      |      |